# Mühlenstraße 51 (Stralsund)
Das Wohnhaus Mühlenstraße 51 in Stralsund ist ein denkmalgeschütztes Bauwerk in der Mühlenstraße.

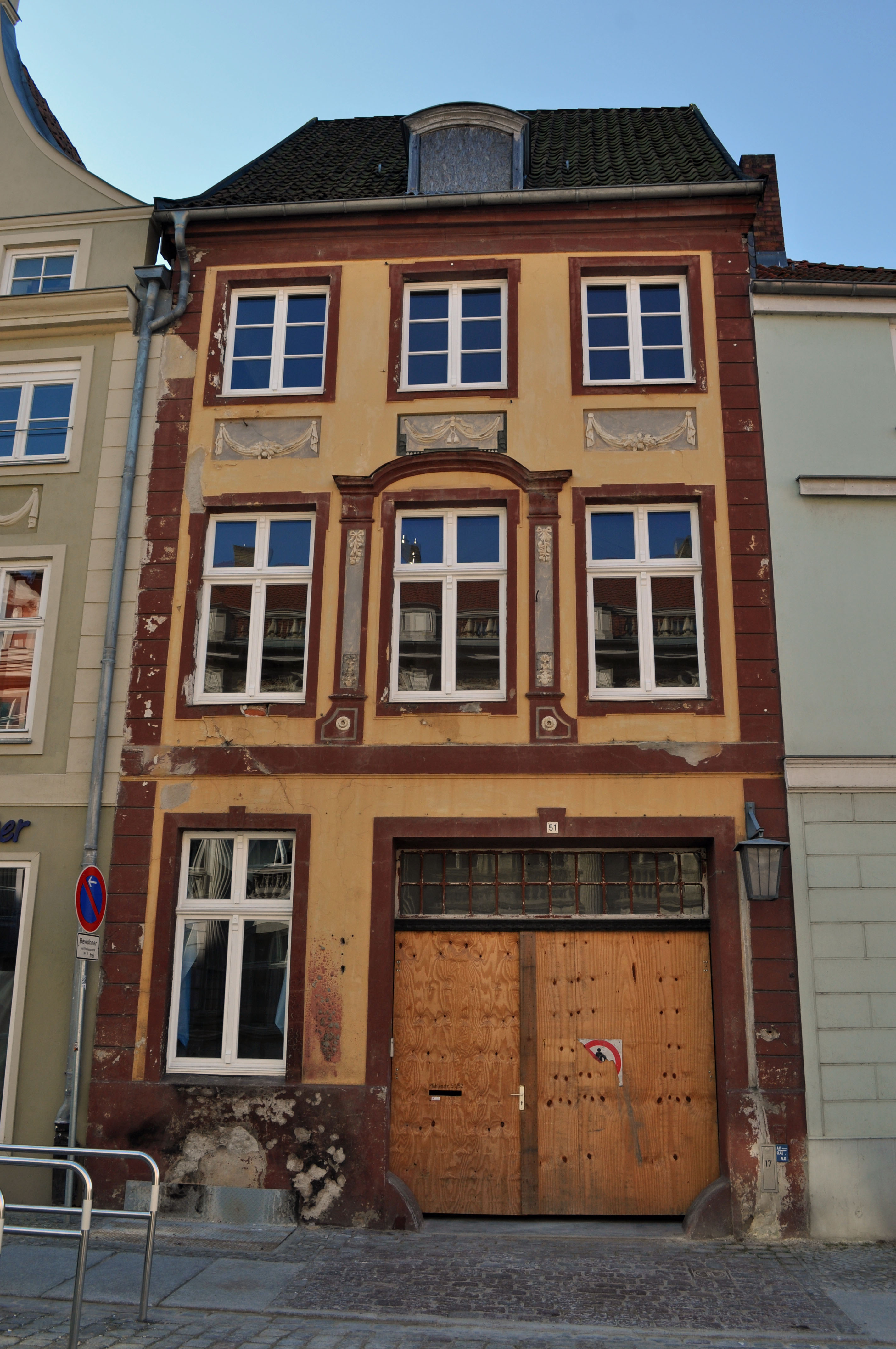
Haus Mühlenstraße 51 in Stralsund (2012)

Das dreigeschossige, dreiachsige Traufenhaus wurde in den Jahren 1801 bis 1802 errichtet. Stuckelemente schmücken die Putzfassade. Das mittlere Fenster im ersten Obergeschoss ist mit einer Pilasterrahmung und einer bogenförmigen Überdachung versehen. Putzfelder mit Tuchdraperien befinden sich unter den Fenstern des zweiten Obergeschosses.
Das Haus im Kerngebiet des von der UNESCO als Weltkulturerbe anerkannten Stadtgebietes des Kulturgutes „Historische Altstädte Stralsund und Wismar“ ist in die Liste der Baudenkmale in Stralsund eingetragen.